# 安德烈亚斯·利巴菲乌斯

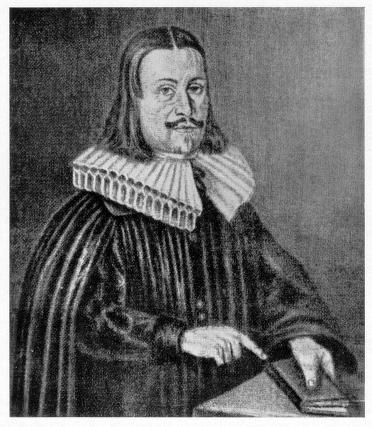
Andreas Libavius

安德烈亚斯·利巴菲乌斯（1555年—1616年7月25日）生於哈雷，德国医生、化学家、炼金术士。
利巴菲乌斯曾在伊尔默瑙和科堡担任教师，1588年在耶拿晋升为教授。1597年，利巴菲乌斯编写了第一本系统的化学教科书。

## 贡献
安德烈亚斯·利巴菲乌斯曾描述了通过金属醋酸盐的干馏制备冰醋酸的方法，并且拿由这种方法产生的冰醋酸来和由醋中提取的酸相比较。并发现水是其中两者差别较大的原因。